# Zachraňte Willyho 4: Útěk z pirátské zátoky
Zachraňte Willyho 4: Útěk z pirátské zátoky (orig. Free Willy: Escape from Pirate's Cove) je americký rodinný film z roku 2010 v hlavních rolích s Beauem Bridgesem a Bindi Irwin. Jedná se o volné pokračování snímku Zachraňte Willyho!.

## Děj
Veterinář a vdovec Sam Cooper je hospitalizován v nemocnici a nemůže se starat o svou dceru. Kirra Cooperová proto musí odletět z Austrálie za svým dědečkem Gusem do Jižní Afriky. Ten provozuje hroutící se zábavní park u moře v Kapském Městě. Během bouře se v laguně, oddělené od moře, která patří ke Gusovu pozemku, objeví mládě kosatky, které Kirra pojmenuje Willy.
Gusův konkurent Rolf Woods Gusovi nabídne za Willyho 500 000 dolarů, ale ten s prodejem nesouhlasí, protože Willy jako nová atrakce jeho parku láká zákazníky. Kirra potom přesvědčí Guse, aby zavolal pro Willyho odborníky. Ti řeknou, že Willy nemá dostatečně vyvinutou dovednost echolokace a pro přežití na volném moři by potřeboval svou rodinu, jinak by hladověl a zemřel. Kirra pak zjišťuje další informace a spolu se stejně starým pomocníkem v parku Silfisem začnou Willyho se zakrytýma očima učit lokalizovat ve vodě ryby.
Rolf se pak pokusí Willyho otrávit, aby mu ho Gus prodal levněji, než předtím nabízel. Dva muži, které Rolf poslal, jsou ale Gusem, Kirrou a Willym přemoženi. Rolf pak obvinění z toho, že muže poslal, odmítne, ale zopakuje svou nabídku na koupi Willyho. Kirra, která té noci spí na pláži, aby hlídala Willyho, je v noci kosatkou probuzena. Kirra si myslí, že chce nakrmit, ale Willy ji shodí do vody a nechá ji, aby se na něm povozila. Oba se pak stanou novou atrakcí parku, která láká další návštěvníky a novináře.
Po čase si Willy s pomocí Kirry a Silfisa vyvine schopnost echolokace. Rolf mezitím neustále přesvědčuje Guse, aby mu Willyho prodal. Ten nakonec souhlasí, ale s podmínkou, že bude vše uskutečněno až se Kirra vrátí do Austrálie. Další zaměstnanec parku Mansa udělá nahrávku Willyho zvuků a pak je pustí z lodě na oceánu, aby nalákal Willyho rodinu. Ta se ale neobjevuje.
Kirra si později všimne plakátu, který láká na Willyho do Rolfova zábavního parku. Kirra je zklamaná tím, jak se její dědeček zachoval. Kirra si aspoň vynutí slib, že se o Willyho bude Rolf dobře starat. Kirra jde potom oznámit Willymu, že bude přesunut a uvidí na moři Willyho rodinu. Než přijde Gus, kosatky odplavou, a tak si Gus myslí, že si vše Kirra jen představovala.
Gus nakonec souhlasí s tím, že přesunou Willyho do moře, pokud je opravdu možné najít jeho rodinu. Kirra, Silfiso, Gus a Manso pak přesunou Willyho do přístavu. Tam se nakonec Willyho rodina objeví a kosatka se k nim přidá. Kirra potom také skočí do vody, aby se s Willym rozloučila.
V den odletu se Kirra zeptá, jestli se může za Gusem vrátit příští léto. Když nastupuje na letadlo, Gus si setře slzu. Kirra se naposledy dívá na Kapské Město a v oceánu pod ní pluje Willy se svou rodinou.